# Ōta Saburō
Ōta Saburō (japanisch 太田 三郎; geboren 24. Dezember 1884 im Landkreis Nishikasugai (Präfektur Aichi); gestorben 1. Mai 1969 in Musashino) war ein japanischer Maler und Illustrator der Yōga-Richtung.

## Leben und Werk
Ōta Saburō arbeitete zunächst in der Umgebung von Nagoya als Zulieferer für Gemüse. Mit 17 ging er nach Tokio und studierte unter Kuroda Seiki Yōga – Malerei im westlichen Stil in der Unterrichtsstätte der Künstlervereinigung Hakubakai (白馬会). Er studierte daneben unter Terasaki Kōgyō Nihonga – also auch Malerei im japanischen Stil. 1913 wurde sein Bild „Kaffe no onno“ (カッフェの女) – „Frau im Café“  auf der 7. „Bunten“ mit einem Preis ausgezeichnet. Von 1920 bis 1922 hielt er sich zu Studienzwecken in Europa auf. Sein Stil zeigt daher Einflüsse des Fauvismus und des Kubismus. Danach malte er vor allem Frauenakte.
Unter dem Namen „Kimijima Ryūsaburō“ (君島 柳三) war Ōta als Buch- und Magazin-Illustrator tätig. Beispiele sind Illustrationen für „Asakusa Kurneidan“ (浅草紅団) von Kawabata Yasunari oder „Taikōki“ (太閤記) von Yada Sōun (矢田 挿雲; 1882–1964). Er beteiligte sich an dem Haiku-Band „Yuku haru“ (ゆく春) – „Gehender Frühling“ von Murozumi Soshun (室積 徂春; 1886–1956). Er war Mitglied der Künstlervereinigung „Kōfūkai“ (光風会) und Begutachter der „Teiten“.
Nach dem Zweiten Weltkrieg zog Ōta sich aus der Öffentlichkeit zurück und kehrte sich in seine Heimat zurück, um dort die Kultur zu fördern. Es gelang es ihm, den Gouverneur Kuwahara Mikine (桑原 幹根; 1895–1991) für den Aufbau eines Kulturzentrums der Präfektur Aichi (愛知県文化会館, Aichi-ken bunka kaikan) zu gewinnen. 1955 wurde er Leiter der Kunstabteilung des Kulturzentrums. Er organisierte eine Reihe von Kunstausstellungen, musste aber 1960 krankheitsbedingt die Arbeit aufgeben.
Weitere Bilder Ōtas sind „Dō“ (胴) – „Torso“ und „Koyorogi“ (こよろぎ) = „小余綾“, ein alter Name für eine Gegend in der Präfektur Kanagawa. Das Nationalmuseum für moderne Kunst Kyōto besitzt das Bildmaterial zur Volksliedsammlung „Asagiri“ (朝霧) – „Morgennebel“ aus dem Jahr 1911.